# Planeta oceà

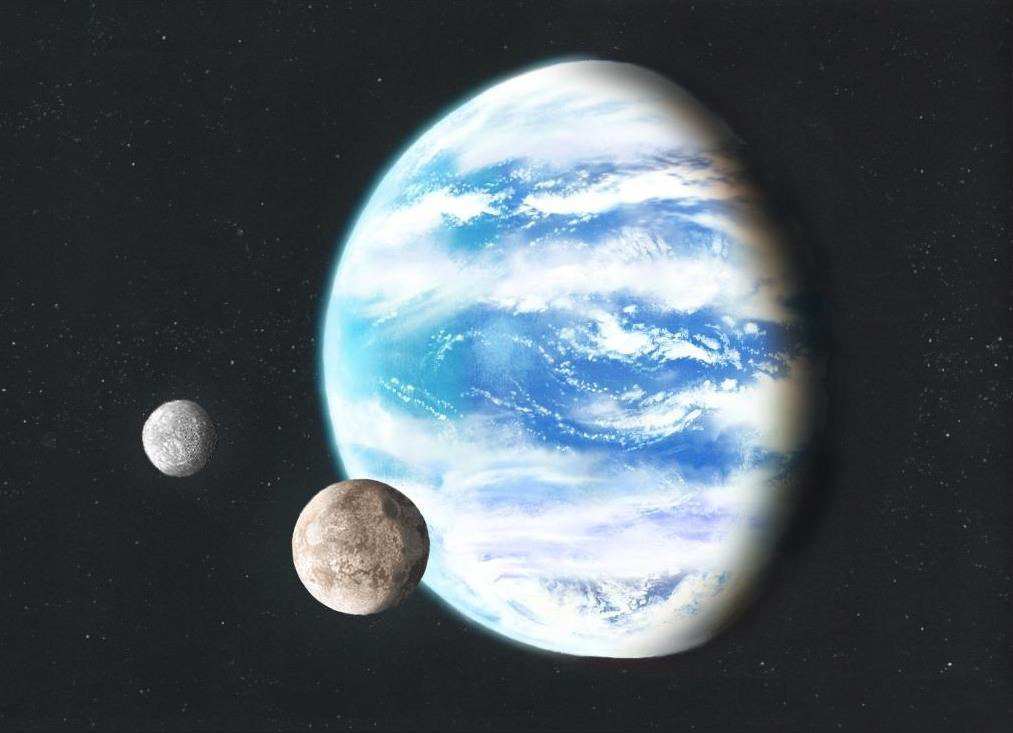
Il·lustració d'un hipotètic planeta oceà amb una atmosfera similar a la terrestre i dos satèl·lits.

Un planeta oceà (també denominat món aquàtic) és un tipus hipotètic de planeta la superfície del qual estaria completament coberta per un oceà d'aigua, per tant no posseiria ni illes ni continents.
Els objectes planetaris que es formen en la part externa del sistema solar comencen com una barreja en forma de cometa de prop de 50% d'aigua i 50% de roca per massa. Diverses simulacions de la formació del sistema solar han demostrat que els planetes probablement emigren cap a l'interior o l'exterior a mesura que es van formant, existint per tant la possibilitat que els planetes gelats es traslladessin a òrbites on el seu gel es fon a la seva forma líquida, convertint-los en planetes oceà. Aquesta possibilitat va ser discutida per primera vegada en la literatura astronòmica professional per Marc Kuchner i Alain Léger en 2003. Tals planetes podrien per tant en teoria suportar vida.
En aquests planetes, els oceans serien de centenars de quilòmetres de profunditat, molt més profunds que els de la Terra. Les immenses pressions a les regions més baixes d'aquests oceans podrien donar lloc a la formació d'un mantell de formes exòtiques de gel. Aquest gel no necessàriament seria tan fred com el gel convencional. Si el planeta es trobés prou prop del seu sol perquè la temperatura de l'aigua arribés al punt d'ebullició, l'aigua es tornaria supercrítica, mancant llavors d'una superfície ben definida. Fins i tot en planetes freds dominats per l'aigua, l'atmosfera pot ser molt més gruixuda que la de la Terra, composta principalment per vapor d'aigua, produint-se un efecte hivernacle molt fort.
El planeta extrasolar GJ 1214 b és el candidat conegut més probable per a un planeta oceà. S'espera descobrir molts més objectes similars a través de la missió espacial Kepler, actualment en curs.

## Altres tipus d'oceà
Els oceans, mars i llacs, poden estar composts de líquids diferents de l'aigua: per exemple, els llacs d'hidrocarburs a Tità. La possibilitat de l'existència de mars de nitrogen en Tritó també va ser en el seu moment considerada, per a finalment descartar-se. Per sota de l'espessa atmosfera d'Urà i Neptú s'especula que aquests planetes estiguin composts d'oceans que barregin fluids calents d'alta densitat de l'aigua, amoníac i altres substàncies volàtils. Les capes gasoses exteriors de Júpiter i Saturn transicionan sense problemes en oceans d'hidrogen líquid.
Hi ha evidències en el sentit que les superfícies gelades de les llunes Europa, Ganímedes, Cal·listo, Tità i Encèlad són peles que suren en oceans molt densos d'aigua líquida o d'aigua-amoníac. L'atmosfera de Venus es compon en un 96,5% de diòxid de carboni, i en la superfície la pressió fa del CO₂ un líquid supercrític.
Els planetes terrestres extrasolars que estiguin extremadament prop del seu estel estaran ancorades per les marees d'aquesta, així que una meitat del planeta seria un oceà de magma. És també possible que els planetes terrestres tinguessin oceans de magma en algun moment de la seva formació com a resultat d'impactes gegants. Quan les temperatures i les pressions són adequades, podrien existir multitud de productes químics volàtils en forma líquida en quantitat abundant: Amoníac, Argó Sulfur de carboni, Età, Hidracina, Hidrogen, Cianur d'hidrogen, Sulfur d'hidrogen, Metà, Neó, Nitrogen, Òxid nítric, Fosfina, Silà, Àcid sulfúric, Aigua. Els planetes denominats "Neptuns ardents", prop dels seus estels, podrien perdre les seves atmosferes a través de l'escapament hidrodinàmic, deixant únicament els seus nuclis amb diferents líquids sobre la superfície.
El nostre propi planeta és denominat a vegades com el planeta oceà, ja que està cobert per un 70% d'aigua.

## Planetes oceà ficticis

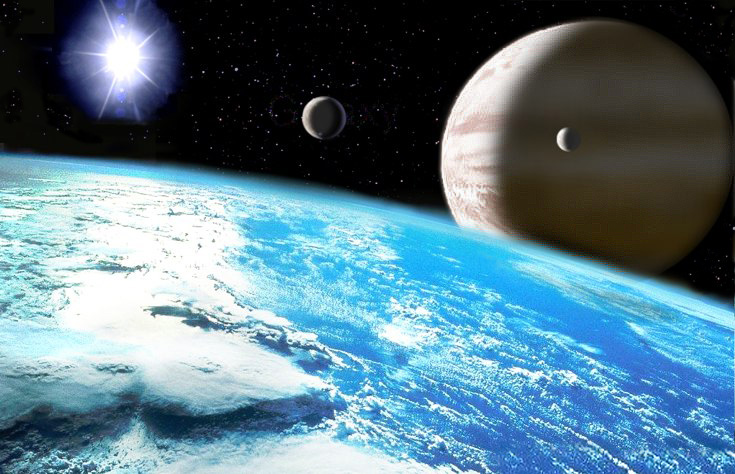
Lluna oceà orbitant a un planeta gasós.

En la ficció els planetes oceà s'han utilitzat com a motius argumentals, en general descrits amb temperatures benignes en la superfície i no gaire profunditat, a diferència dels oceans molt profunds esperables en realitat.
- En la pel·lícula Interstellar (2014), el Planeta de Miller és aparentment un planeta oceà.
- La novel·la de C.S. Lewis Perelandra té lloc en un món cobert d'aigua del mateix nom.
- Lucky Starr i els oceans de Venus d'Isaac Asimov té lloc en Venus, representat com un planeta oceànic temperat.
- El planeta Alpha, en Fundació i Terra d'Isaac Asimov, és un món oceànic (salvo per una sola illa) en òrbita del sistema Alpha Centauri.
- Mare Infinitus, en la tetralogia Els cants d'Hyperion de Dan Simmons és un món oceànic d'aigües de color violeta.
- La novel·la Solaris (1961) de Stanislaw Lem gira entorn d'un planeta oceà, que és en veritat un sol organisme de grandària d'un oceà.[20]
- El planeta-oceà Monea, de l'episodi "Trenta dies" de la sèrie televisiva Star Trek: Voyager.
- En la sèrie televisiva Star Trek The Animated Sèries, en l'episodi "The Ambergris Element" l'USS Enterprise visita el planeta oceà "Argo"
- En la pel·lícula de l'any 1995 Waterworld, ambientada l'any 2500 d. de C., els casquets de gel polars de la Terra s'han fos, donant lloc a inundacions catastròfiques que al seu torn converteixen la Terra en un planeta oceà.
- En Star Wars Episodi II: L'Atac dels Clons es representa el món oceànic Kamino.
- El món-oceà Kainui, que juntament amb el seu planeta oceà deshabitat bessó Kaihapa, circula al voltant d'un sistema estel·lar binari, en la novel·la Soroll per Hal Clement. A diferència de la majoria d'exemples, en Kainu els oceans són profunds i freds.
- Un planeta-oceà és l'escenari de la novel·la Món blau de Jack Vance.
- El territori de cloral en les novel·les Pendragon
- La novel·la Inundació i la seva seqüela Arca de Stephen Baxter que té lloc a la Terra coberta per la fugida d'un oceà subterrani.
- Hydros, de la novel·la La faç de les aigües de Robert Silverberg.
- Thalassa, de la novel·la Càntics de la llunyana Terra per Arthur C. Clarke.
- Mar del Cel, de l'anime Magical Play.
- Oleana del joc Fiqueu-vos.
- Turquesa de la novel·la d'Alistair Reynolds Dies Turquesa.
- En la sèrie televisiva espanyola El vaixell (sèrie de televisió), la Terra es converteix en un planeta-oceà després d'un cataclisme.
- El planeta Pisccis de la sèrie Ben 10.
- Aquas del videojoc Star Fox 64.